# Ruée vers l'or de 1828 en Géorgie
La ruée vers l'or de 1828 en Géorgie, premier mouvement de recherche aurifère aux États-Unis, a précédé de vingt ans la ruée vers l'or en Californie, permettant à de nombreux prospecteurs de se faire la main, mais entraînant la déportation du peuple Cherokee. La ruée a duré plus de quinze ans et culminé vers 1843. Conséquence de cet engouement pour le métal fin, dès 1830, le Congrès des États-Unis vote l'« Indian Removal Act », qui autorise l'armée à déporter les peuples amérindiens de la Géorgie vers l'Oklahoma.

## Histoire

Fresque de John Kollock à Helen (Géorgie) représentant des chercheurs d'or.

La ruée vers l'or des années 1830 se produisit dès 1828 dans le comté de Lumpkin, le premier touché, à Dahlonega et Auraria, sur la façade ouest des Appalaches.
En 1830, plus de 300 onces par jour sont extraites dans une zone allant du nord de Blairsville au sud-est du territoire Cherokee. Une route, une poste, un journal et un hôtel appartenant au vice-président américain John C. Calhoun sont bâtis de toutes pièces. Un hôtel des monnaies s'installe dès 1830 et frappe 100 000 dollars la première année. Il produira 1,5 million de pièces d'or, pour une valeur totale de 6 millions de dollars, avant de fermer en 1861. La plupart des colons blancs arrivèrent dans les années 1832 et 1833, après avoir reçu des terres à l'occasion de loteries.
C'est lors de la ruée vers l'or de la Géorgie que s'est généralisé le « rocker », appareil inventé pour mieux rechercher l'or alluvionnaire : il est composé d'une caisse en bois sans fond, permettant d'évacuer l'eau, mais équipée d'un tamis pour retenir les cailloux et de taquets pour conserver l'or.
Le patrimoine historique de la ruée vers l’or est toujours célébré, par le biais d'un festival annuel à Dahlonega.